# Fórmula de Baker-Campbell-Hausdorff
En matemáticas, la fórmula de Baker-Campbell-Hausdorff permite hallar la solución de {\displaystyle Z} para la ecuación 
{\displaystyle e^{X}e^{Y}=e^{Z}}
con {\displaystyle X} e {\displaystyle Y} que pueden ser no conmutativos en el álgebra de Lie de un grupo de Lie. Hay varias formas de escribir la fórmula, pero todas finalmente producen una expresión para {\displaystyle Z} en términos algebraicos de Lie, es decir, como una serie formal (no necesariamente convergente) en {\displaystyle X} e {\displaystyle Y} y conmutadores iterados de los mismos. Los primeros términos de esta serie son: 
{\displaystyle Z=X+Y+{\frac {1}{2}}[X,Y]+{\frac {1}{12}}[X,[X,Y]]-{\frac {1}{12}}[Y,[X,Y]]+\cdots \,,}
donde "{\displaystyle \cdots }" indica términos que involucran conmutadores superiores de {\displaystyle X} e {\displaystyle Y}. Si {\displaystyle X} e {\displaystyle Y} son elementos suficientemente pequeños del álgebra de Lie {\displaystyle {\mathfrak {g}}} de un grupo de Lie {\displaystyle G}, la serie es convergente. Mientras tanto, cada elemento {\displaystyle g} suficientemente cerca de la identidad en {\displaystyle G} puede expresarse como {\displaystyle g=e^{X}} por un {\displaystyle X} pequeño en {\displaystyle {\mathfrak {g}}}. Por lo tanto, se puede decir que cerca de la identidad la multiplicación grupal en {\displaystyle G} — escrita como {\displaystyle e^{X}e^{Y}=e^{Z}}— puede expresarse en términos puramente algebraicos de Lie. La fórmula de Baker-Campbell-Hausdorff se puede utilizar para proporcionar demostraciones comparativamente simples de resultados profundos en la correspondencia grupo de Lie-álgebra de Lie. 
Si {\displaystyle X} e {\displaystyle Y} son matrices lo suficientemente pequeñas de orden {\displaystyle n\times n} , entonces {\displaystyle Z} se puede calcular como el logaritmo de {\displaystyle e^{X}e^{Y}}, donde los exponenciales y el logaritmo se pueden calcular como series de potencias. El punto de la fórmula de Baker–Campbell–Hausdorff es, entonces, la afirmación claramente no obvia de que {\displaystyle Z:=\log(e^{X}e^{Y})} puede expresarse como una serie en conmutadores repetidos de {\displaystyle X} e {\displaystyle Y}. 
Las exposiciones modernas de la fórmula se pueden encontrar, entre otros lugares, en los libros de Rossmann y Hall.

## Historia
La fórmula lleva el nombre de Henry Frederick Baker, John Edward Campbell y Felix Hausdorff, quienes establecieron su forma cualitativa, es decir, que solo se necesitan conmutadores y conmutadores de conmutadores, hasta el infinito, para expresar la solución. Una declaración anterior de la forma fue redactada por Friedrich Schur en 1890, donde se daba una serie de potencias convergente, con términos definidos recursivamente. Esta forma cualitativa es la que se usa en las aplicaciones más importantes, como las pruebas relativamente accesibles de la correspondencia de Lie y la teoría cuántica de campos. Siguiendo a Schur, Campbell (1897) publicó la fórmula en forma impresa; Henri Poincaré (1899) y Baker (1902) la elaboraron; y Hausdorff (1906) la sistematizó geométricamente y la vinculó a la identidad de Jacobi. La primera fórmula explícita real, con todos los coeficientes numéricos, se debe a Eugene Dynkin (1947). La historia de la fórmula se describe en detalle en el artículo de Achilles y Bonfiglioli y en el libro de Bonfiglioli y Fulci.

## Formas explícitas
Para muchos propósitos, solo es necesario saber que una expansión para {\displaystyle Z} en términos de conmutadores iterados de {\displaystyle X} e {\displaystyle Y} existe. Los coeficientes exactos son a menudo irrelevantes (véase por ejemplo, la discusión de la relación entre el grupo de Lie y los homomorfismos del álgebra de Lie en la Sección 5.2 del libro de Hall, donde los coeficientes precisos no juegan ningún papel en el argumento). Martin Eichler presentó una prueba de existencia notablemente directa (véase también a continuación la sección "Resultados de existencia"). 
En otros casos, se puede necesitar información detallada sobre {\displaystyle Z} y por lo tanto es deseable calcular {\displaystyle Z} tan explícitamente como sea posible. Existen numerosas fórmulas; aquí se describen dos de las principales (la fórmula de Dykin y la fórmula integral de Poincaré). 

### Fórmula de Dynkin
Sea G un grupo de Lie con álgebra de Lie {\displaystyle {\mathfrak {g}}}. Entonces 
{\displaystyle \exp :{\mathfrak {g}}\rightarrow G}
es una aplicación exponencial. La siguiente fórmula combinatoria general fue introducida por Eugene Dynkin (1947),
{\displaystyle \log(\exp X\exp Y)=\sum _{n=1}^{\infty }{\frac {(-1)^{n-1}}{n}}\sum _{\begin{smallmatrix}r_{1}+s_{1}>0\\\vdots \\r_{n}+s_{n}>0\end{smallmatrix}}{\frac {[X^{r_{1}}Y^{s_{1}}X^{r_{2}}Y^{s_{2}}\dotsm X^{r_{n}}Y^{s_{n}}]}{(\sum _{j=1}^{n}(r_{j}+s_{j}))\cdot \prod _{i=1}^{n}r_{i}!s_{i}!}},}
donde la suma se realiza sobre todos los valores no negativos de {\displaystyle s_{i}} y {\displaystyle r_{i}}, y se ha utilizado la siguiente notación: 
{\displaystyle [X^{r_{1}}Y^{s_{1}}\dotsm X^{r_{n}}Y^{s_{n}}]=[\underbrace {X,[X,\dotsm [X} _{r_{1}},[\underbrace {Y,[Y,\dotsm [Y} _{s_{1}},\,\dotsm \,[\underbrace {X,[X,\dotsm [X} _{r_{n}},[\underbrace {Y,[Y,\dotsm Y} _{s_{n}}]]\dotsm ]].}
Cabe destacar que la serie no es convergente en general; es convergente (y la fórmula establecida es válida) para todos {\displaystyle X} e {\displaystyle Y} lo suficientemente pequeños. Como [A, A] = 0, el término es cero si {\displaystyle s_{n}>1} o si {\displaystyle s_{n}=0} y {\displaystyle r_{n}>1}.
 

Los primeros términos son bien conocidos, con todos los términos de orden superior que involucran [ X, Y ] y sus anidaciones de conmutador (por lo tanto, en el álgebra de Lie): 
| {\displaystyle {\begin{aligned}Z(X,Y)&=\log(\exp X\exp Y)\\&{}=X+Y+{\frac {1}{2}}[X,Y]+{\frac {1}{12}}\left([X,[X,Y]]+[Y,[Y,X]]\right)\\&{}\quad -{\frac {1}{24}}[Y,[X,[X,Y]]]\\&{}\quad -{\frac {1}{720}}\left([Y,[Y,[Y,[Y,X]]]]+[X,[X,[X,[X,Y]]]]\right)\\&{}\quad +{\frac {1}{360}}\left([X,[Y,[Y,[Y,X]]]]+[Y,[X,[X,[X,Y]]]]\right)\\&{}\quad +{\frac {1}{120}}\left([Y,[X,[Y,[X,Y]]]]+[X,[Y,[X,[Y,X]]]]\right)+\cdots \end{aligned}}} | La lista anterior enumera todos los sumandos de orden 5 o inferior (es decir, aquellos que contienen 5 o menos X e Y). La (anti-)/simetría X ↔ Y en órdenes alternos de la expansión, se deduce de Z(Y, X) = −Z(−X,−Y). Una prueba elemental completa de esta fórmula se puede encontrar en el artículo dedicado a la derivada de la aplicación exponencial.

### Fórmula integral
Hay numerosas otras expresiones para {\displaystyle Z}, muchas de las cuales se utilizan en la literatura de física. Una fórmula integral conocida es
{\displaystyle \log(e^{X}e^{Y})=X+\left(\int _{0}^{1}\psi \left(e^{\operatorname {ad} _{X}}~e^{t\,{\text{ad}}_{Y}}\right)\,dt\right)\,Y,}
involucrando la función generadora para los números de Bernoulli, 
{\displaystyle \psi (x)~{\stackrel {\text{def}}{=}}~{\frac {x\log x}{x-1}}=1-\sum _{n=1}^{\infty }{(1-x)^{n} \over n(n+1)}~,}
utilizada por Poincaré y Hausdorff.

### Ilustración del grupo matricial de Lie
Para un grupo matricial de Lie {\displaystyle G\subset {\mbox{GL}}(n,\mathbb {R} )} el álgebra de Lie es el espacio tangente de la identidad I, y el conmutador es simplemente [ X, Y ] = XY - YX ; la aplicación exponencial es la aplicación exponencial estándar de matrices, 
{\displaystyle \exp X=e^{X}=\sum _{n=0}^{\infty }{\frac {X^{n}}{n!}}.}
Cuando se resuelve para Z en 
{\displaystyle e^{Z}=e^{X}e^{Y},}
usando las expansiones de serie para exp y log, se obtiene una fórmula más simple: 
{\displaystyle Z=\sum _{n>0}{\frac {(-1)^{n-1}}{n}}\sum _{\begin{smallmatrix}r_{i}+s_{i}>0\,\\1\leq i\leq n\end{smallmatrix}}{\frac {X^{r_{1}}Y^{s_{1}}\cdots X^{r_{n}}Y^{s_{n}}}{r_{1}!s_{1}!\cdots r_{n}!s_{n}!}},\quad ||X||+||Y||<\log 2,||Z||<\log 2.} 
Los términos de primer, segundo, tercer y cuarto orden son: 
- {\displaystyle z_{1}=X+Y}
- {\displaystyle z_{2}={\frac {1}{2}}(XY-YX)}
- {\displaystyle z_{3}={\frac {1}{12}}(X^{2}Y+XY^{2}-2XYX+Y^{2}X+YX^{2}-2YXY)}
- {\displaystyle z_{4}={\frac {1}{24}}(X^{2}Y^{2}-2XYXY-Y^{2}X^{2}+2YXYX).}

Cabe destacar que las fórmulas para los distintos {\displaystyle z_{j}} 's no son la fórmula de Baker-Campbell-Hausdorff. Más bien, la fórmula de Baker-Campbell-Hausdorff es una de las varias expresiones para {\displaystyle z_{j}} 's en términos de conmutadores repetidos de {\displaystyle X} e {\displaystyle Y}. El punto es que está lejos de ser obvio que es posible expresar cada {\displaystyle z_{j}} en términos de conmutadores (se invita al lector, por ejemplo, a verificar mediante cálculo directo que {\displaystyle z_{3}} es expresable como una combinación lineal de los dos conmutadores no triviales de tercer orden de {\displaystyle X} e {\displaystyle Y} a saber {\displaystyle [X,[X,Y]]} e {\displaystyle [Y,[X,Y]]}). El resultado general de que cada {\displaystyle z_{j}} se puede expresar como una combinación de conmutadores fue demostrado por Eichler de una manera elegante y recursiva.
Una consecuencia de la fórmula de Baker-Campbell-Hausdorff es el siguiente resultado sobre la traza: 
{\displaystyle \operatorname {tr} \log(e^{X}e^{Y})=\operatorname {tr} X+\operatorname {tr} Y.}
Es decir, ya que cada {\displaystyle z_{j}} con {\displaystyle j\geq 2} es expresable como una combinación lineal de conmutadores, la traza de cada uno de estos términos es cero.

### Cuestiones de convergencia
Supóngase que {\displaystyle X} e {\displaystyle Y} son las siguientes matrices en el álgebra de Lie {\displaystyle \operatorname {sl} (2;\mathbb {C} )} (el espacio de matrices {\displaystyle 2\times 2} con traza cero): 
{\displaystyle X={\begin{pmatrix}0&-\pi \\\pi &0\end{pmatrix}};\quad Y={\begin{pmatrix}0&1\\0&0\end{pmatrix}}} .
Entonces 
{\displaystyle e^{X}e^{Y}={\begin{pmatrix}-1&0\\0&-1\end{pmatrix}}{\begin{pmatrix}1&1\\0&1\end{pmatrix}}={\begin{pmatrix}-1&-1\\0&-1\end{pmatrix}}.}
No es difícil demostrar que no existe una matriz {\displaystyle Z} en {\displaystyle \operatorname {sl} (2;\mathbb {C} )} con {\displaystyle e^{X}e^{Y}=e^{Z}} (se pueden encontrar ejemplos similares en el artículo de Wei). 
Este sencillo ejemplo ilustra un punto importante: las diversas versiones de la fórmula de Baker-Campbell-Hausdorff, que dan expresiones para Z en términos de paréntesis de Lie iterados de X e Y, describen series formales de potencias cuya convergencia no está garantizada. Por lo tanto, si se quiere que Z sea un elemento real del álgebra de Lie que contiene X e Y (en oposición a una serie de potencias formal), se debe suponer que X e Y son pequeños. Por lo tanto, la conclusión de que la operación del producto en un grupo de Lie está determinada por el álgebra de Lie es solo una declaración local. De hecho, el resultado no puede ser global, porque globalmente se puede tener grupos de Lie no isomórficos con álgebras de Lie isomórficas. 
Concretamente, si se trabaja con un álgebra de Lie matricial y {\displaystyle \|.\|} es una norma de matriz submultiplicativa dada, la convergencia está garantizada si 
{\displaystyle \|X\|+\|Y\|<{\frac {\ln 2}{2}}.}

## Casos especiales
Si {\displaystyle X} e {\displaystyle Y} conmutan, eso es {\displaystyle [X,Y]=0}, la fórmula de Baker-Campbell-Hausdorff se reduce a {\displaystyle e^{X}e^{Y}=e^{X+Y}}. 
Un caso más interesante supone que {\displaystyle [X,Y]} conmuta con ambos {\displaystyle X} e {\displaystyle Y}, en cuanto al grupo nilpotente de Heisenberg. Entonces la fórmula se reduce a sus primeros tres términos. 
Teorema: Si {\displaystyle X} e {\displaystyle Y} conmutan con su conmutador, {\displaystyle [X,[X,Y]]=[Y,[X,Y]]=0}, luego {\displaystyle e^{X}e^{Y}=e^{X+Y+{\frac {1}{2}}[X,Y]}} . 
Este es el caso degenerado utilizado habitualmente en la mecánica cuántica, como se ilustra a continuación. En este caso, no hay restricciones de pequeñez en {\displaystyle X} e {\displaystyle Y}. Este resultado está detrás de las "relaciones de conmutación exponencial" que entran en el teorema de Stone-von Neumann. A continuación se muestra una prueba simple de esta identidad. 
Otra forma útil de la fórmula general enfatiza la expansión en términos de Y y usa la notación de correspondencia adjunta {\displaystyle ad_{X}(Y)=[X,Y]}: 
{\displaystyle \log(\exp X\exp Y)=X+{\frac {\operatorname {ad} _{X}}{1-e^{-\operatorname {ad} _{X}}}}~Y+O(Y^{2})=X+\operatorname {ad} _{X/2}(1+\coth \operatorname {ad} _{X/2})~Y+O(Y^{2}),}
que es evidente por la fórmula integral anterior (los coeficientes de los conmutadores anidados con un solo {\displaystyle Y} son números de Bernoulli normalizados). 
Ahora supóngase que el conmutador es un múltiplo de {\displaystyle Y}, así que {\displaystyle [X,Y]=sY}. Entonces, todos los conmutadores iterados serán múltiplos de {\displaystyle Y}, y sin términos cuadráticos o superiores en {\displaystyle Y}. Por lo tanto, el término anterior {\displaystyle O(Y^{2})} desaparece y se obtiene: 
Teorema: Si {\displaystyle [X,Y]=sY}, dónde {\displaystyle s} es un número complejo con {\displaystyle s\neq 2\pi in} para todos los enteros {\displaystyle n}, entonces se tiene que 
{\displaystyle e^{X}e^{Y}=\exp \left(X+{\frac {s}{1-e^{-s}}}Y\right).}
Nuevamente, en este caso no hay restricción de pequeñez en {\displaystyle X} e {\displaystyle Y}. La restricción sobre {\displaystyle s} garantiza que la expresión en el lado derecho tiene sentido. (Cuando {\displaystyle s=0} se puede interpretar que{\displaystyle \lim \nolimits _{s\to 0}s/(1-e^{-s})=1}). También se obtiene una simple "identidad de trenzado": 
{\displaystyle e^{X}e^{Y}=e^{\exp(s)Y}e^{X}~,}
que puede escribirse como una dilatación adjunta: 
{\displaystyle e^{X}e^{Y}e^{-X}=e^{\exp(s)~Y}~.}

## Resultados de existencia
Si {\displaystyle X} e {\displaystyle Y} son matrices, se puede calcular {\displaystyle Z:=\log(e^{X}e^{Y})} usando la serie de potencias para el exponencial y el logaritmo, con convergencia de la serie si {\displaystyle X} e {\displaystyle Y} son lo suficientemente pequeños. Es natural reunir todos los términos donde el grado total en {\displaystyle X} e {\displaystyle Y} es igual a un número fijo {\displaystyle k}, dando una expresión {\displaystyle z_{k}} (consúltese la sección "Ilustración del grupo matricial de Lie" anterior para ver las fórmulas de los primeros {\displaystyle z_{k}} 's). Una prueba recursiva notablemente directa y concisa de que cada {\displaystyle z_{k}} es expresable en términos de conmutadores repetidos de {\displaystyle X} e {\displaystyle Y} fue deducida por Martin Eichler.
Alternativamente, se puede dar un argumento de existencia de la siguiente manera. La fórmula de Baker-Campbell-Hausdorff implica que si X e Y están en algún álgebra de Lie {\displaystyle {\mathfrak {g}},} definida sobre cualquier campo de característica 0 como {\displaystyle \mathbb {R} } o {\displaystyle \mathbb {C} }, entonces 
{\displaystyle Z=\log(\exp(X)\exp(Y)),}
puede escribirse formalmente como una suma infinita de elementos de {\displaystyle {\mathfrak {g}}} . [Esta serie infinita puede o no converger, por lo que no se necesita definir un elemento real Z en {\displaystyle {\mathfrak {g}}}]. Para muchas aplicaciones, la mera garantía de la existencia de esta expresión formal es suficiente, y no se necesita una expresión explícita para esta suma infinita. Este es, por ejemplo, el caso en la construcción lorentziana de una representación del grupo de Lie a partir de una representación del álgebra de Lie. La existencia se puede ver de la siguiente manera: 
Considerando el anillo {\displaystyle S=\mathbb {R} [[X,Y]]} de todas las series de potencia formales no conmutativas con coeficientes reales en las variables X e Y no conmutativas. Existe un homomorfismo en anillo de S respecto al producto tensorial de S con S sobre R, 
{\displaystyle \Delta \colon S\to S\otimes S} ,
llamado el coproducto, de modo que 
{\displaystyle \Delta (X)=X\otimes 1+1\otimes X}  y  {\displaystyle \Delta (Y)=Y\otimes 1+1\otimes Y} .
(La definición de Δ se extiende a los otros elementos de S al requerir R-linealidad, multiplicatividad y aditividad infinita). 
Entonces, se pueden verificar las siguientes propiedades: 
- La aplicación exp, definida por su serie estándar de Taylor, es una biyección entre el conjunto de elementos de S con término constante 0 y el conjunto de elementos de S con término constante 1; la inversa de exp es log
- {\displaystyle r=\exp(s)} es grupal (esto significa que{\displaystyle \Delta (r)=r\otimes r} ) si y solo si s es primitiva (esto significa que {\displaystyle \Delta (s)=s\otimes 1+1\otimes s})
- Los elementos grupales forman un grupo bajo la multiplicación.
- Los elementos primitivos son exactamente las sumas infinitas formales de los elementos del álgebra de Lie generados por X e Y, donde el conmutador de Lie viene dado por el conmutador {\displaystyle [U,V]=UV-VU} (Teorema de Friedrichs[16][13]).

La existencia de la fórmula de Campbell-Baker-Hausdorff ahora se puede ver de la siguiente manera: Los elementos X e Y son primitivos, por lo que {\displaystyle \exp(X)} y {\displaystyle \exp(Y)} son grupales; entonces su producto {\displaystyle \exp(X)\exp(Y)} también es grupal; entonces su logaritmo {\displaystyle \log(\exp(X)\exp(Y))} es primitivo y, por lo tanto, puede escribirse como una suma infinita de elementos del álgebra de Lie generada por X e Y.
El álgebra envolvente universal del álgebra de Lie libre generada por X e Y es isomorfa al álgebra de todos los polinomios no conmutativos en X e Y. En común con todas las álgebras envolventes universales, tiene una estructura natural de álgebra de Hopf, con un coproducto Δ. El anillo S utilizado anteriormente es solo una forma completa de este álgebra de Hopf. 

## Fórmula deZassenhaus
Una expansión combinatoria relacionada que es útil en aplicaciones duales es: 
{\displaystyle e^{t(X+Y)}=e^{tX}~e^{tY}~e^{-{\frac {t^{2}}{2}}[X,Y]}~e^{{\frac {t^{3}}{6}}(2[Y,[X,Y]]+[X,[X,Y]])}~e^{{\frac {-t^{4}}{24}}([[[X,Y],X],X]+3[[[X,Y],X],Y]+3[[[X,Y],Y],Y])}\cdots }
donde los exponentes de orden superior en t también son conmutadores anidados, es decir, polinomios de Lie homogéneos. Estos exponentes, Cn en exp(–tX) exp(t(X+Y)) = Πn exp(tn Cn), se deducen recursivamente mediante la aplicación de la expansión anterior de la fórmula de Baker-Campbell-Hausdorff. 
Como corolario de esta expresión, se deduce la descomposición de Suzuki-Trotter.

## Un lema importante y su aplicación a un caso especial de la fórmula de Baker-Campbell-Hausdorff

### La identidad
Sea G un grupo matricial de Lie y g su álgebra de Lie correspondiente. Supóngase que adX es el operador lineal en g definido por adX  Y = [X,Y] = XY − YX para algunos X ∈ g fijos (el endomorfismo adjunto encontrado anteriormente). Denótese con AdA para A ∈ G fijo la transformación lineal de g dada por AdAY = AYA−1. 
Un lema combinatorio estándar que se utiliza para producir las expansiones explícitas anteriores es dado por
{\displaystyle \operatorname {Ad} _{e^{X}}=e^{\operatorname {ad} _{X}},}
entonces, explícitamente 
{\displaystyle \operatorname {Ad} _{e^{X}}Y=e^{X}Ye^{-X}=e^{\operatorname {ad} _{X}}Y=Y+\left[X,Y\right]+{\frac {1}{2!}}[X,[X,Y]]+{\frac {1}{3!}}[X,[X,[X,Y]]]+\cdots .}
Esta fórmula puede probarse mediante la evaluación de la derivada con respecto a s de f (s)Y ≡ esX Y e−sX, solución de la ecuación diferencial resultante y evaluación en s = 1, 
{\displaystyle {\frac {d}{ds}}f(s)Y={\frac {d}{ds}}\left(e^{sX}Ye^{-sX}\right)=Xe^{sX}Ye^{-sX}-e^{sX}Ye^{-sX}X=\operatorname {ad} _{X}(e^{sX}Ye^{-sX})}
o 
{\displaystyle f'(s)=\operatorname {ad} _{X}f(s),\qquad f(0)=1\qquad \Longrightarrow \qquad f(s)=e^{s\operatorname {ad} _{X}}.}

### Una aplicación de la identidad
Para [X,Y] central, es decir, conmutar con X e Y, 
{\displaystyle e^{sX}Ye^{-sX}=Y+s[X,Y]~.}
En consecuencia, para g(s) ≡ esX esY, se deduce que 
{\displaystyle {\frac {dg}{ds}}={\Bigl (}X+e^{sX}Ye^{-sX}{\Bigr )}g(s)=(X+Y+s[X,Y])~g(s)~,}
cuya solución es 
{\displaystyle g(s)=e^{s(X+Y)+{\frac {s^{2}}{2}}[X,Y]}~.}
Tomando {\displaystyle s=1} da uno de los casos especiales de la fórmula de Baker-Campbell-Hausdorff descrita anteriormente: 
{\displaystyle e^{X}e^{Y}=e^{X+Y+{\frac {1}{2}}[X,Y]}~.}
Más en general, para [X,Y] no central, la siguiente identidad de trenzado se deduce fácilmente, 
{\displaystyle e^{X}e^{Y}=e^{(Y+\left[X,Y\right]+{\frac {1}{2!}}[X,[X,Y]]+{\frac {1}{3!}}[X,[X,[X,Y]]]+\cdots )}~e^{X}.}

## Aplicación en mecánica cuántica
Un caso especial de la fórmula de Baker-Campbell-Hausdorff es útil en mecánica cuántica y especialmente en óptica cuántica, donde X e Y son operadores espaciales de Hilbert, generando el álgebra de Heisenberg Lie. Específicamente, los operadores de posición y momento en mecánica cuántica, generalmente denotados {\displaystyle X} y {\displaystyle P}, satisfacen la relación de conmutación canónica: 
{\displaystyle [X,P]=i\hbar I}
donde {\displaystyle I} es el operador identidad. Resulta que {\displaystyle X} y {\displaystyle P} conmutan con su conmutador. Por lo tanto, si se aplica formalmente un caso especial de la fórmula de Baker-Campbell-Hausdorff (aunque {\displaystyle X} y {\displaystyle P} son operadores ilimitados y no matrices), se concluiría que 
{\displaystyle e^{iaX}e^{ibP}=e^{i(aX+bP-ab\hbar )}.}
Esta "relación de conmutación exponencial" se mantiene y forma la base del teorema de Stone-von Neumann.
Una aplicación relacionada son los operadores de aniquilación y creación, â y â† . Su colector [â†,â]= −I es el centro, es decir, conmuta con ambos â y â†. Como se indicó anteriormente, la expansión luego colapsa a la forma degenerada semi-trivial: 
{\displaystyle e^{v{\hat {a}}^{\dagger }-v^{*}{\hat {a}}}=e^{v{\hat {a}}^{\dagger }}e^{-v^{*}{\hat {a}}}e^{-|v|^{2}/2},}
donde v es solo un número complejo. 
Este ejemplo ilustra la resolución del operador de desplazamiento, exp(vâ†−v*â), mediante exponenciales de operadores y escalares de aniquilación y creación.
Esta fórmula degenerada de Baker-Campbell-Hausdorff muestra el producto de dos operadores de desplazamiento como otro operador de desplazamiento (hasta un factor de fase), con el desplazamiento resultante igual a la suma de los dos desplazamientos, 
{\displaystyle e^{v{\hat {a}}^{\dagger }-v^{*}{\hat {a}}}e^{u{\hat {a}}^{\dagger }-u^{*}{\hat {a}}}=e^{(v+u){\hat {a}}^{\dagger }-(v^{*}+u^{*}){\hat {a}}}e^{(vu^{*}-uv^{*})/2},}
dado que el grupo de Heisenberg proporcionan una representación nilpotente. La fórmula de Baker-Campbell-Hausdorff degenerada también se usa con frecuencia en la teoría cuántica de campos.